# Hickory Ridge (Arkansas)
Hickory Ridge – miasto w Stanach Zjednoczonych, w stanie Arkansas, w hrabstwie Cross.